# Antony Hewish
Antony Hewish, född 11 maj 1924 i Fowey, Cornwall, död 13 september 2021, var en brittisk radioastronom och nobelpristagare.

## Biografi
Hewish och landsmannen Sir Martin Ryle mottog Nobelpriset i fysik 1974 för "deras banbrytande arbeten inom radioastrofysiken: Ryle för hans observationer och uppfinningar, särskilt apertursyntestekniken, och Hewish för hans avgörande insatser vid upptäckten av pulsarerna".
Efter utbildningen vid University of Cambridge anslöt sig Hewish 1946 till den grupp av radioastronomer som leddes av Sir Martin Ryle. När han ledde ett forskningsprojekt vid Mullard Radio Astronomy Observatory vid Cambridge 1967 observerade en av hans studenter, Jocelyn Bell, regelbundna pulserande radiosignaler från en okänd källa. Gruppen lyckades fastställa att signalerna inte var interferens från någon källa på jorden utan måste komma från en dittills okänd typ av stjärna. Man har sedan lyckats fastställa att denna typ av signaler utsänds av snabbt roterande neutronstjärnor. Tilldelningen av nobelpriset till Hewish och Ryle, utan att erkänna Jocelyn Bells insatser, har kritiserats.

## Utmärkelser
- 1969 Eddington-medaljen
- 1974 Nobelpriset i fysik